# بوراس (لوئیزیانا)
بوراس (به انگلیسی: Buras) شهری در ایالت لوئیزیانا کشور ایالات متحده آمریکا است که جمعیت آن در سرشماری سال ۲۰۱۰ میلادی، ۹۴۵ نفر بوده‌است.